# Conchy-sur-Canche
Conchy-sur-Canche település Franciaországban, Pas-de-Calais megyében. Lakosainak száma 222 fő (2022. január 1.). Conchy-sur-Canche Blangerval-Blangermont, Monchel-sur-Canche, Rougefay, Vacquerie-le-Boucq, Aubrometz, Boubers-sur-Canche és Fillièvres községekkel határos.

## Népesség
A település népességének változása:
| Lakosok száma | 197  | 208  | 216  | 216  | 219  | 222  | 221  | 222  | 222  |
|               | 2013 | 2015 | 2016 | 2017 | 2018 | 2019 | 2020 | 2021 | 2022 |